# アルフレッド・ハウランド

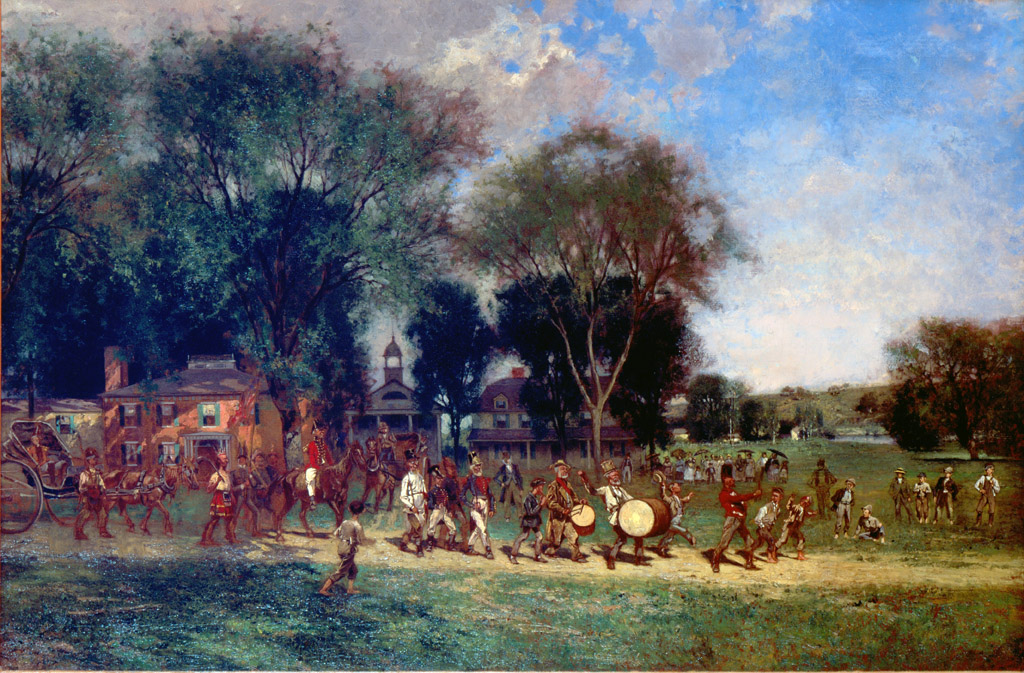
「7月4日(独立記念日)のパレード」

アルフレッド・ハウランド（Alfred Cornelius Howland、1838年2月12日 - 1909年3月17日）はアメリカ合衆国の画家である。風俗画や風景画を描いた。

## 略歴
ニューハンプシャー州、チェシャー郡のウォルポール(Walpole)で建築家の父親のもとに生まれた。ボストンで1857年から版画家として働き始め、1858年にニューヨークで版画家になった。版画家として働きながら、美術学校のナショナル・アカデミー・オブ・デザインで1860年まで美術を学んだ。1860年にドイツに渡り、デュッセルドルフ美術アカデミーでミューラー(Andreas Müller)とハイトランド（Ludwig Heitland）に1年間学び、その後風景画家のアルベルト・フラムの個人教授を受けた。その後パリに移り、エミール・ランビネ(Émile Lambinet:1815-1877)に学び、「バルビゾン派」の画家、ジャン＝バティスト・カミーユ・コローと知り合い、コローの画風に影響を受けた。
1865年にアメリカに帰国し、ボストンに住んだ後、ニューヨークに移りスタジオを開いた。1871年に実業家ウォード（Oliver Delancey Ward）の娘と結婚した。夏はマサチューセッツ州のウィリアムズタウンで過ごした。マサチューセッツでハリー・シドンズ・モウブレー(1858-1928)に絵を教えたとされる 。
風俗画を描き、自ら経験したニューイングランドの生活の場面を描いた。代表作にはシカゴ万国博覧会の展覧会に出展した「7月4日(独立記念日)のパレード」などがある。
1876年にナショナル・アカデミー・オブ・デザインの準会員に選ばれ、1882年に正会員となった。1880年から1884年までアカデミーの理事を務めた。